# 4Q114
4Q114 (według starego systemu oznaczeń 4QDanc) – rękopis biblijnej Księgi Daniela spisany na pergaminie w formie zwoju, datowany na koniec II wieku p.n.e. Rękopis ten zawiera fragmenty tekstu Daniela 10:5–9, 11–16, 21; 11:1–2, 13–17, 25–29. Został znaleziony w Kumran w grocie 4.
Rękopis 4Q114 jest najstarszym znanym manuskryptem zawierającym Księgę Daniela.
Rękopis został opublikowany i opisany w 1987 roku przez Eugene Ulricha w publikacji 'Daniel Manuscripts from Qumran. Part 2: Preliminary Edition of 4QDanb and 4QDanc, str. 3-26. Rękopis 4Q114 jest przechowywany w Muzeum Rockefellera w Jerozolimie (4Q114).